# Violeta Bulc

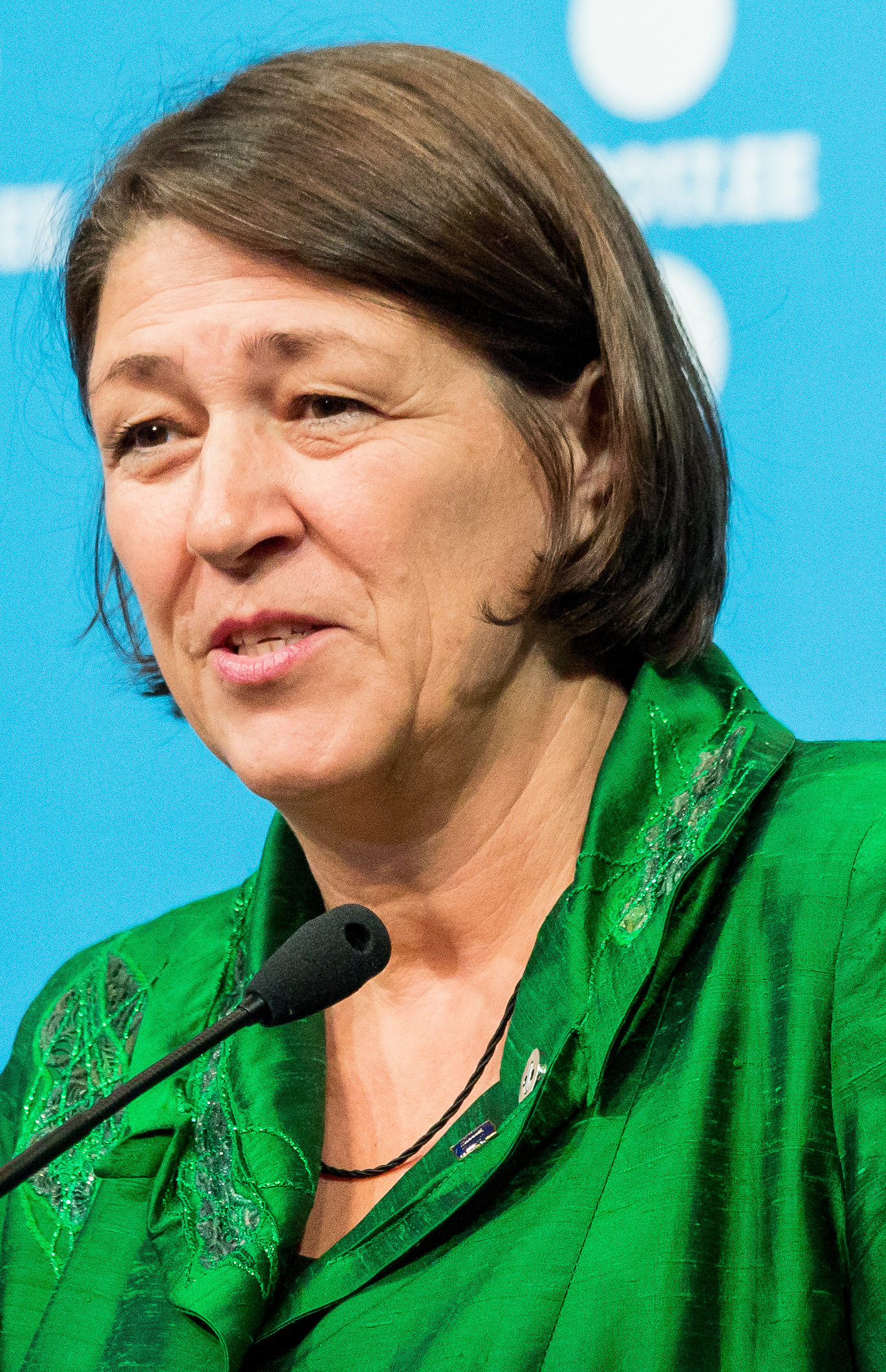
Violeta Bulc (2017)

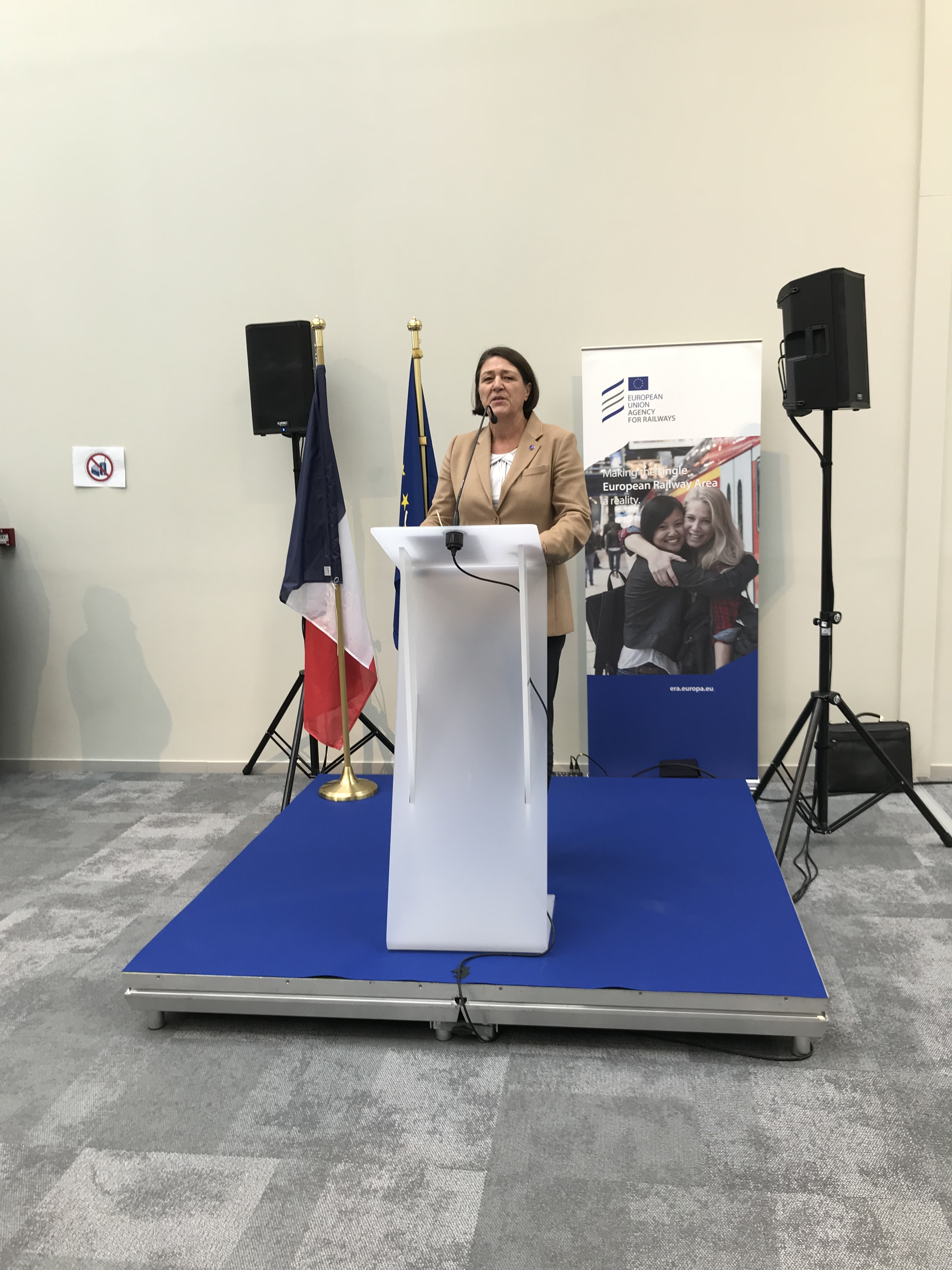
Violeta Bulc zum Ende ihrer Amtszeit als EU-Verkehrskommissarin, im Oktober 2019

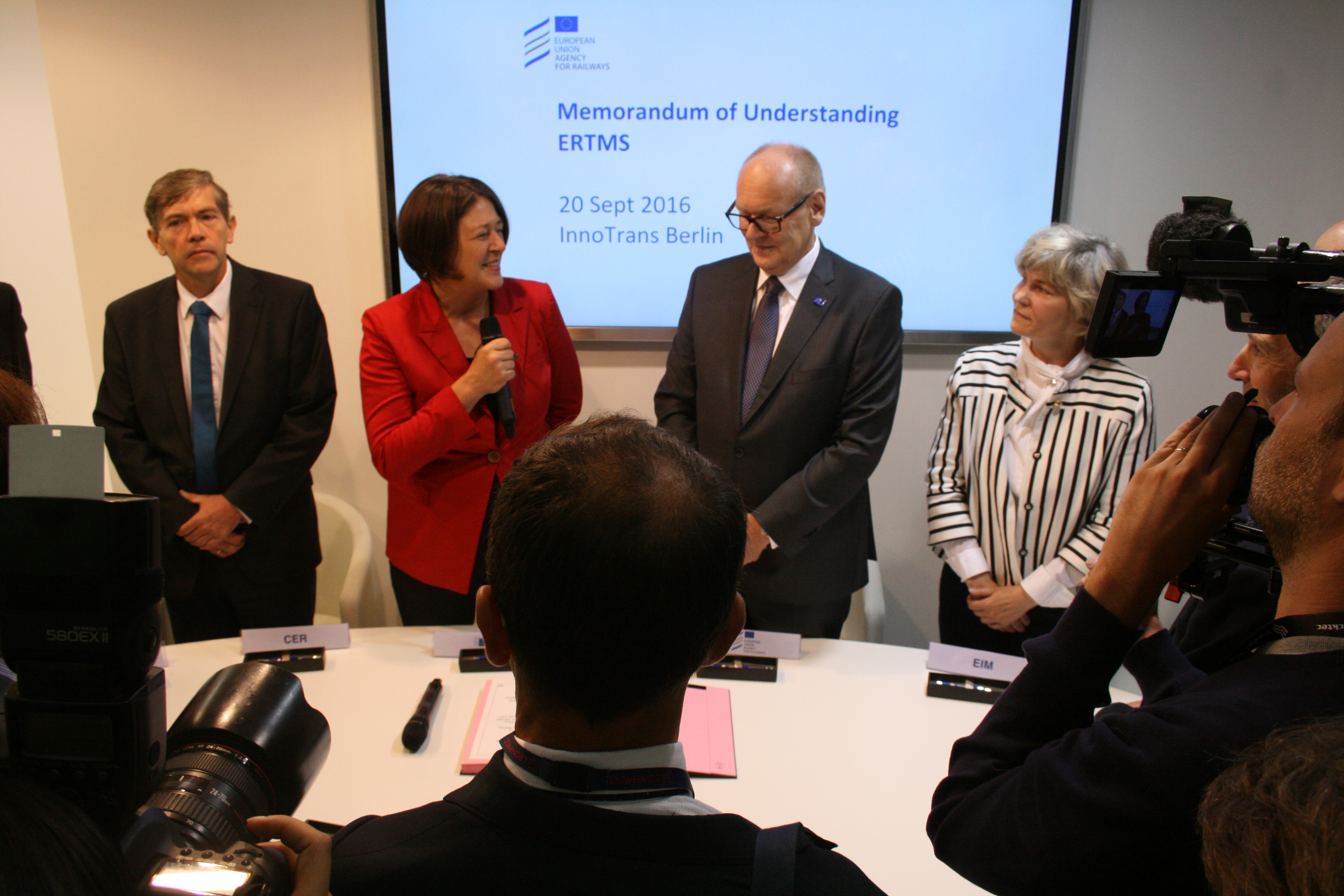
EU-Verkehrskommissarin Violeta Bulc (2. von links), kurz vor Unterzeichnung der Absichtserklärung über die Weiterentwicklung von ETCS auf der Innotrans 2016

Violeta Bulc (* 24. Januar 1964 in Ljubljana) ist eine slowenische Unternehmerin und Politikerin sowie ehemalige jugoslawische Basketballspielerin. Sie war vom 1. November 2014 bis zum 30. November 2019 EU-Kommissarin für Verkehr in der Kommission Juncker.

## Leben
Violeta Bulc studierte am Institut für Elektrotechnik der Universität Ljubljana und schloss 1991 mit einem MSc an der Golden Gate University in San Francisco ab. 2004 machte sie einen Professional MBA an der IEDC-Bled School of Management in Bled. 2000 gründete sie Vibacom, house for business solutions, d.o.o. Sie erhielt mehrere Preise für Innovation und Wirtschaft. Sie betreibt Taekwondo und war 1982 Mitglied der jugoslawischen Basketballnationalmannschaft.
2024 erhielt Bulc den European Railway Award.

## Politische Karriere
Sie war seit dem 19. September 2014 Vizeregierungschefin und Entwicklungsministerin Sloweniens.

### EU-Kommissarin

#### Nominierung
Am 10. Oktober 2014 wurde sie nach Alenka Bratušeks Zurücknahme der Kandidatur von Premier Miro Cerar als slowenische EU-Kommissarin für die Kommission Juncker nominiert, allerdings gegen den Willen seiner Koalitionspartner. So stimmten sieben Kabinettsmitglieder bei der Regierungssitzung gegen Bulc, sechs für sie, zwei enthielten sich der Stimme.

#### Kritik
Herbert Reul – Vorsitzender der CDU/CSU-Gruppe im Europaparlament – kritisierte Bulc unter anderem wegen ihrer Nähe zu New Age und Esoterik und erklärte, man müsse sie eventuell „einweisen lassen“. Diese Meinung revidierte Reul im Mai 2015 mit den Worten: „Mit meinem ersten Eindruck lag ich wohl nicht richtig. Kommissarin Bulc ist offen, hört zu, ist gut vorbereitet, sehr dicht an Wirtschaftsthemen dran, und sie macht einen guten Job.“
Žiga Turk – Professor für Informatik in Bauingenieurwesen und u. a. ehemaliger Generalsekretär der Reflexionsgruppe Zukunft Europas und ehemaliger slowenischer Minister für Bildung, Wissenschaft, Kultur und Sport – kritisierte, dass Frau Bulc „null politische Erfahrung“ habe, ihre Nominierung „ein Resultat eines schwachen Verständnisses der Regierung von Miro Cerar für die Ernsthaftigkeit des Europäischen Projekts“ sei und dass er „eine loyale Parteikollegin einfach durchgedrückt“ habe. Er fand es auch „traurig, dass Romana Jordan, die zweimal ins Parlament gewählt worden ist, eine Doktorin der Nuklearphysik und geachtetes Mitglied von ITRE (Ausschuss für Industrie, Forschung und Energie des EU-Parlaments) ist, völlig außer Acht gelassen wurde, obwohl sie ausgezeichnete Beiträge [auch als Kommissarin] in der EU-Politik leisten könnte“. Im Weiteren kritisierte er Frau Bulc' „track record in Okkultismus, Schamanismus, Feuerlaufen, Pferdeflüsterei, Leugnen des Zweiten Hauptsatzes der Thermodynamik und ähnlichem mehr“. Hingegen lobt er ihre Beratungstätigkeit in „Unternehmen, Design, überall“. Ihr Problem sieht er in dem „schmalen Grat zwischen Irrationalem und Kreativem“. Turk bedauerte, dass „Slowenien nicht in der Lage war, bei der Nominierung der Kommissionskandidaten über kleinliche Parteiinteressen hinauszublicken“. Doch obwohl Frau Bulc „nicht die beste Wahl“ sei, „ist sie intelligent und wird hoffentlich schnell lernen können“.
Die „allgemeine Leichtigkeit“ bei der Besetzung der EU-Posten wird oft kritisiert – so schreibt z. B. die NZZ bei dieser Gelegenheit:

„Da die vom slowenischen Ministerpräsidenten [...] nachnominierte Ersatzfrau Violeta Bulc [...] nicht als Kommissionsvizepräsidentin für die Energieunion infrage kam, wurde der designierte Verkehrskommissar, der Slowake Maroš Šefčovič, von Juncker kurzerhand zu einem der Vizepräsidenten erkoren. Der den Liberalen zugerechneten Bulc, die erst vor wenigen Monaten als slowenische Ministerin in die Politik einstieg, blieben nur vier Tage, um sich auf das durch Šefčovičs Wechsel frei gewordene Amt der EU-Verkehrskommissarin vorzubereiten, bevor sie am Montagabend in Strassburg dem Verkehrsausschuss Red und Antwort stehen musste.
Am Dienstag nun haben die Ausschüsse für Šefčovič und Bulc grünes Licht gegeben, womit der Wahl der Kommission am Mittwoch nichts mehr im Wege steht. Im Verkehrsausschuss war man zwar über das von den Parlamentsspitzen durchgesetzte Tempo verärgert, doch wurde Bulc am Hearing mit kritischen Fragen verschont. Die selbstbewusste Bulc schlug sich wacker – wusste sie nicht weiter, sprach sie von ihrer Liebe zu allen Verkehrsmitteln vom Flugzeug bis zum Fahrrad oder von der Notwendigkeit, angesichts grosser Herausforderungen in einen Dialog mit allen Stakeholdern zu treten. Die bescheidene politische Erfahrung Bulcs fand am Hearing indes keine Erwähnung. Die Parlamentarier verzichteten auch auf Fragen zu Bulcs Karriere als esoterisch inspirierter Unternehmensberaterin, die über Zertifikate als Schamanin und Feuerläuferin verfügt.“

#### Bestätigung, Ernennung
Am 22. Oktober 2014 wurde die neue Kommission Juncker vom Europäischen Parlament bestätigt, Violeta Bulc ist dort für das Ressort Verkehr zuständig. Die Kommission wurde am 24. Oktober 2014 vom Europäischen Rat ernannt  und hat am 1. November 2014 ihre Arbeit aufgenommen.

#### Amtsende
Ihre Amtszeit als EU-Kommissarin endete am 30. November 2019 mit dem Amtsende der Kommission Juncker. Der Kommission von der Leyen I gehörte sie nicht mehr an.

### EU und Deutschland

#### PKW-Maut
Im Dezember 2014 teile Violeta Bulc dem deutschen Verkehrsminister Alexander Dobrindt in einem Schreiben mit, dass dessen Pläne zur Einführung einer PKW-Maut ihrer Ansicht nach gegen EU-Recht verstoßen.

#### Mindestlohn
Im Mai 2015 leitete EU-Verkehrskommissar Bulc ein Vertragsverletzungsverfahren gegen Deutschland ein, da die Bundesregierung mit dem Mindestlohngesetz die Regeln des Binnenmarktes missachtet, nach dem deutschen Mindestlohngesetz sollen auch LKW-Fahrer den Mindestlohn erhalten, wenn diese Deutschland nur passieren und nicht beladen oder entladen werden. Im Vorfeld gab in es in Polen Proteste der LKW-Fahrer gegen das deutsche Mindestlohngesetz.